# Mauro Gianetti
Mauro Gianetti (Lugano, 16 de março de 1964) é um diretor esportivo, e um ex-ciclista de estrada profissional suíço. Gianetti foi contratado para atuar como gerente da equipe de ciclismo Saunier Duval-Prodir ao longo de sua existência, entre 2004 e 2011.
Terminou em 53º lugar na prova de estrada (individual) nos Jogos Olímpicos de Verão de 2000 em Sydney.